# Anderson Mesa Station
Anderson Mesa Station är ett astronomiskt observatorium i Coconino County, Arizona. Det byggdes 1959 och tillhör Lowell Observatory.

## Teleskop

### Aktuella teleskop
- Perkinsteleskopet på 1,83 m delas med Boston University (BU) och Georgia State University.[2] Byggt 1931 av Warner & Swasey Company, var det ursprungligen placerat vid Perkins Observatory of Ohio Wesleyan University (OWU) i Delaware, Ohio.[3][4] Det flyttades till Anderson Mesa 1961 och köptes av Lowell 1998. Lowell och BU bildade ett partnerskap för att driva teleskopet det året, och GSU gick med senare.[5] Den ursprungliga 69-tumsspegeln, som konstruerades av J. W. Fecker, Inc., var den största enskilda glasspegeln som någonsin gjutits i Amerika när den framställdes.[3] Den byttes ut 1965 mot den nuvarande spegeln av Duran-50 lågexpansionsglas.[6][7]

- John Hall Telescope byggdes av AstroMechanics och installerades på Anderson Mesa 1970.[8]. Det namngavs 1990 efter tidigare direktören för Lowellobservatoriet, John S. Hall. År 2004 uppgraderades Ritchey-Chrétien-teleskopet med en ny spegel från Hextek, och med en del andra komponenter.[9]

- Teleskopet på 0,79 m från National Undergraduate Research Observatory (NURO) byggdes av AstroMechanics och installerades 1964 vid Anderson Mesa av U.S. Geological Survey (USGS) för Projekt Apollo.[10] Den köptes av Lowell 1972 och renoverades 1990.[11][12] Det används av NURO-konsortiet i upp till 60 procent av tiden, och för övrigt av Lowellforskare.

- Navy Precision Optical Interferometer (NPOI) utgör ett samarbete mellan Lowell Observatory, USNO Flagstaff Station (USNO) och U.S. Naval Research Laboratory (NRL).[13] Konstruktion på anläggningen började 1992, och inkörning började 1994. De första bilderna togs ut 1996.[14]

### Tidigare teleskop
- Lowell Observatory Near-Earth-Object Search (LONEOS) Schmidtkameran, med 0,6 m objektivöppning, användes för att söka efter asteroider och andra jordnära objekt. Teleskopet byggdes av J. W. Fecker, Inc. 1939, kom till Perkins Observatory på 1950-talet och köptes av Lowell 1990.[11] Med start 1992 renoverades det, och började användas 1997 i kupolen som tidigare inrymde Lowell Astrograph.[15] Användningen av teleskopet avslutades samtidigt med LONEOS-projektet 2008.

- Abbot L. Lowell Astrograph, även känt som Pluto Discovery Telescope och informellt ”plutokameran”, är en astrografi byggd av Alvan Clark & Sons 1929. År 1930 användes den av Clyde Tombaugh för att upptäcka Pluto.[16] År 1971 flyttades den till en ny byggnad vid Anderson Mesa och återvände till Mars Hill 1992.[17][18]